# The Mad Doctor
Pour plus de détails, voir Fiche technique et Distribution.
The Mad Doctor est un dessin animé de Mickey Mouse produit par Walt Disney pour United Artists et sorti le 20 janvier ou 21 janvier 1933. 

## Synopsis
Par une nuit d'orage, un savant fou capture Pluto et l'emmène dans son château hanté. Dans le cadre d'une expérience chirurgicale, le détraqué souhaite greffer la tête du pauvre animal sur le corps d'une poule afin de vérifier si un chiot peut naître d'un œuf.
Alerté par les gémissements de Pluto, Mickey se lance à la rescousse de son chien. S'aventurant dans le château gothique, il se trouve en butte aux agressions de plusieurs squelettes, dont celui d'une araignée géante d'apparence squelettique. Capturé à son tour par le savant fou, Mickey est attaché à une table d'opération. Une scie circulaire se dirige ensuite lentement vers son ventre...
En mauvaise posture, le héros est tiré brusquement de son cauchemar par une piqûre de moustique. Rasséréné en constatant qu'il n'a jamais quitté son lit, Mickey appelle alors Pluto qui accourt depuis le jardin pour embrasser son maître.

## Fiche technique
- Titre original : The Mad Doctor
- Autres Titres[1] :
  - Allemagne : Der Verrückte Arzt
  - France : Le Docteur fou
- Série : Mickey Mouse
- Réalisateur : David Hand
- Scénario : Webb Smith[2]

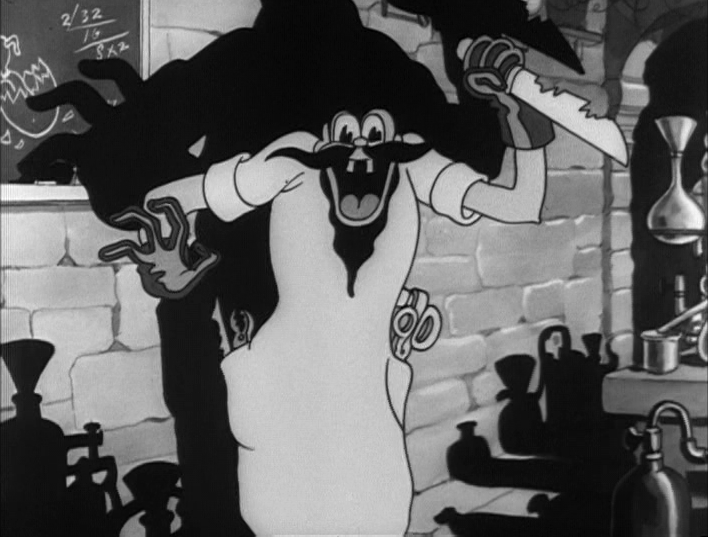
Image extraite du film.

- Animation : Johnny Cannon, Les Clark[2]
- Voix : Walt Disney (Mickey)
- Producteur : Walt Disney, John Sutherland
- Distributeur : United Artists
- Date de sortie : 20 janvier[1] ou 21 janvier[3] 1933
- Format d'image : Noir et Blanc/Monochrome
- Son : Mono
- Musique : Bert Lewis
- Durée : 7 minutes
- Langue : anglais
- Pays :  États-Unis

## Commentaires
Le dessin animé, avec ses accents de film d'horreur inhabituels pour un Mickey Mouse, a été refusé à la diffusion par certains cinémas à l'époque de sa sortie, entre autres au Royaume-Uni, afin de ne pas effrayer les plus jeunes. En Allemagne, le court-métrage a également été censuré par le régime nazi parvenu au pouvoir la même année.
Le film a été utilisé comme le 2ème niveau du jeu Mickey Mania et Mickey's Wild Adventure la réédition sur PlayStation.
Le scénario du film a été, en grande partie, repris en 1995 pour Mickey perd la tête.
La séquence de l'araignée est reprise sur la longue séquence réalisée par David Hand pour la Silly Symphony Mélodies égyptiennes (1931).
Le savant fou apparaît dans le jeu vidéo Epic Mickey en tant qu'antagoniste secondaire, puis réapparaît dans Epic Mickey 2 : Le Retour des héros, où il tente de convaincre Oswald le lapin de rejoindre son camp. Dans le premier jeu, le film sert de base pour certains écrans de projections.